# Джеррит Сміт
Джеррит Сміт (англ. Gerrit Smith; 6 березня 1797 — 28 грудня 1874) — американський державний діяч, реформатор, аболіціоніст, філантроп. Кандидат у президенти під час виборів 1848, 1852 і 1856 року.
Протягом свого життя Сміт щедро фінансував передвиборчі кампанії Партії свободи та Республіканської партії, працював над реформуванням суспільного життя США ХІХ століття. Крім підтримки землями та грошима громади афроамериканців у Північній Ельбі, Нью-Йорк, він активно сприяв Товариству тверезості та допомагав колоністам. Переконаний аболіціоніст, Джеррит Сміт входив у Таємну шістку, яка забезпечила засобами Джона Брауна, що влаштував напад на Харперс-Феррі, Західна Віргінія.